# Ernesto Figueiredo
Ernesto Figueiredo (ur. 6 lipca 1937 w Tomar, Portugalia) − były portugalski piłkarz, napastnik. Uczestnik oraz brązowy medalista Mistrzostw Świata z roku 1966. Sześciokrotny reprezentant Portugalii.

## Kariera
W latach 50. występował w amatorskich klubach piłkarskich (GD Matrena 1955-1956 oraz União de Tomar 1956-1959). W wieku 22 lat rozpoczął zawodową karierę w III-ligowym GDV Sernache. Następnie przeszedł do Sportingu Portugal, w którym przebywał przez 8 lat. W 1962 oraz 1966 zdobył z tym klubem mistrzostwo kraju, kolejno w 1963 puchar Portugalii, oraz w 1964 sięgnął po Puchar Zdobywców Pucharów. Swój pierwszy mecz w reprezentacji Portugalii rozegrał 21 czerwca 1966 w towarzyskim spotkaniu z drużyną Danii. Również w 1966 został powołany na Mistrzostwa Świata 1966, które odbywały się w Anglii (drużyna portugalska sięgnęła tam po brąz). W 1968 trafił do Vitórii Setúbal, gdzie w ciągu 2 lat rozegrał 41 spotkań i strzelił 15 bramek. W sezonie 1965/1966 wspólnie z Eusébio dzierżył tytuł króla strzelców ligi portugalskiej. W 1970 przeszedł na piłkarską emeryturę w wieku 33 lat. Nazywany był „Altafinim Cernache” (port. Altafini de Cernache) podczas występów w Sportingu Portugal.

## Osiągnięcia
- — zdobywca Pucharu Zdobywców Pucharów (jednokrotnie z ze Sportingiem Portugal - 1964)
- — Mistrz Portugalii (dwukrotnie ze Sportingiem Portugal - 1962, 1966)
- — zdobywca Pucharu Portugalii (jednokrotnie ze Sportingiem Portugal - 1963)
- — uczestnik i brązowy medalista Mundialu 1966